# لامینای هسته

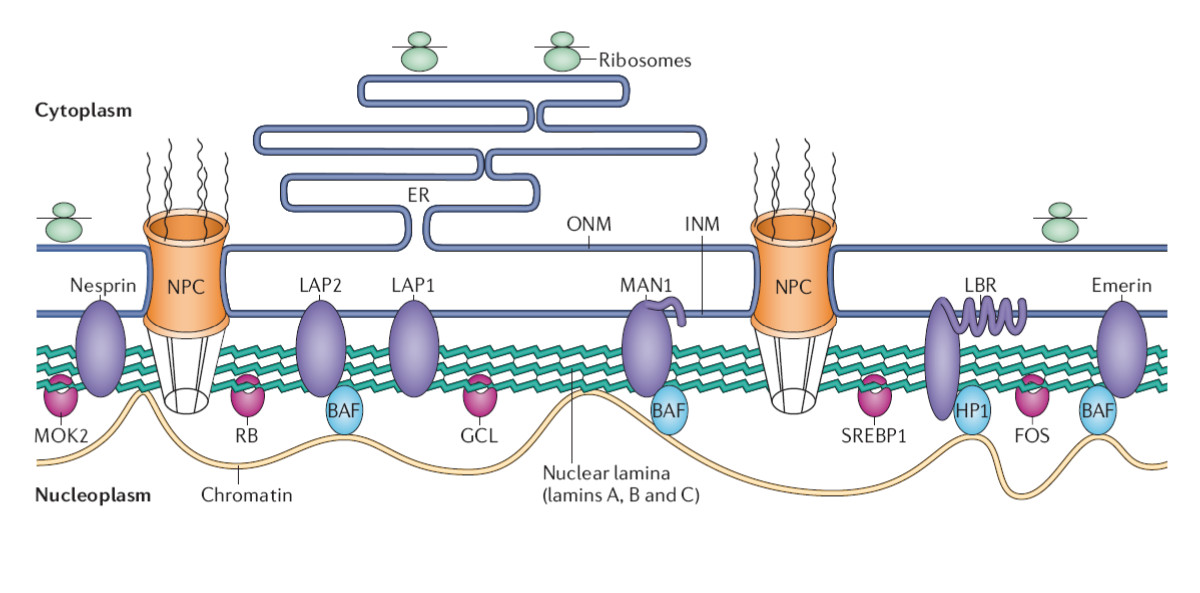
ساختار و عملکرد لایه هسته ای. لایه هسته ای در سطح داخلی غشای هسته ای داخلی (INM) قرار دارد، جایی که برای حفظ ثبات هسته ای، سازماندهی کروماتین و اتصال مجتمع های منفذ هسته ای (NPCs) و لیستی از پروتئین های پوشش هسته ای (بنفش) و فاکتورهای رونویسی به طور پیوسته در حال رشد است. (رنگ صورتی). پروتئین های پوشش هسته ای که به لایه متصل می شوند عبارتند از نسپرین، امرین، پروتئین های 1 و 2 مرتبط با لایه (LAP1 و LAP2)، گیرنده لامین B (LBR) و MAN1. فاکتورهای رونویسی که به لامینا متصل می شوند عبارتند از: تنظیم کننده رونویسی رتینوبلاستوما (RB)، بدون سلول زایا (GCL)، پروتئین اتصال دهنده عنصر پاسخ استرول (SREBP1)، FOS و MOK2. فاکتور مانع خود ادغام (BAF) یک پروتئین مرتبط با کروماتین است که همچنین به لایه هسته و چندین پروتئین پوشش هسته ای فوق الذکر متصل می شود. پروتئین هتروکروماتین 1 (HP1) هم کروماتین و هم LBR را متصل می کند. ONM، غشای هسته ای بیرونی [9]. کوتینیو و همکاران Immunity & Aging 2009 6:4 doi:10.1186/1742-4933-6-4

لامینای هسته شبکه‌ای از پروتئین‌های رشته‌ای با سازماندهی بالا و متراک است.
در ارتباط نزدیک با غشای داخلی هسته می‌باشد که به پایداری پوشش هسته کمک می‌کنند.
ترکیب اصلی این لامینا پروتئین رشته‌ای حد واسطی بنام لامین می‌باشد که به پروتئین‌های غشا متصل شده و در سلول‌هایی که در حال تقسیم نمی‌باشند با کروماتین ارتباط دارد.
لامین ها از Intrmediate filamentها است که قطر مابین فیلامان ضخیم و نازک دارد.